# Маслов, Анатолий Павлович

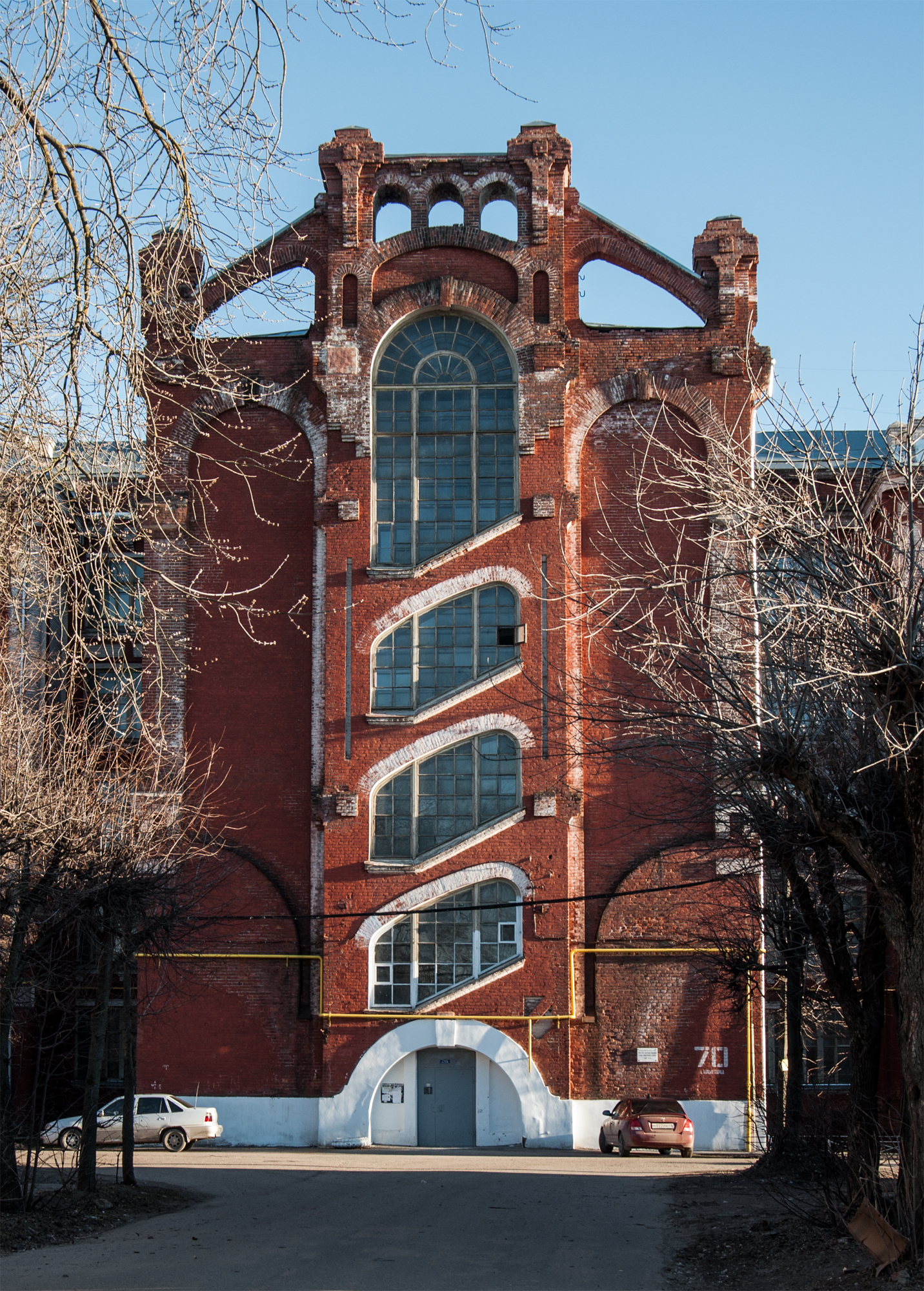
Памятник культуры, Тверь. Рабочая казарма, в которой родился А. П. Маслов

Анато́лий Па́влович Ма́слов (1925—1945) — красноармеец Рабоче-крестьянской Красной Армии, участник Великой Отечественной войны, Герой Советского Союза (1944).

## Биография
Анатолий Маслов родился 15 ноября 1925 года в Твери. Окончил неполную среднюю школу. В 1943 году Маслов был призван на службу в Рабоче-крестьянскую Красную Армию. С того же года — на фронтах Великой Отечественной войны, был стрелком 239-го гвардейского стрелкового полка 76-й гвардейской стрелковой дивизии 61-й армии Центрального фронта. Отличился во время битвы за Днепр.
В ночь с 27 на 28 сентября 1943 года Маслов одним из первых переправился через Днепр в районе села Мысы Репкинского района Черниговской области Украинской ССР и принял активное участие в боях за захват и удержание плацдарма на его западном берегу, особо отличившись во время захвата немецких траншей..
Указом Президиума Верховного Совета СССР «О присвоении звания Героя Советского Союза генералам, офицерскому, сержантскому и рядовому составу Красной Армии» от 15 января 1944 года за «образцовое выполнение боевых заданий командования по форсированию реки Днепр и проявленные при этом мужество и героизм» красноармеец Анатолий Маслов был удостоен высокого звания Героя Советского Союза. Также был награждён орденом Ленина.
Также был награждён медалью «За боевые заслуги».
Погиб на подступах к Данцигу 15 марта 1945 года.
Память
В честь Маслова названы улица и школа в Твери.